# Rivfader
Rivfader – demo fińskiego folk metalowego zespołu  Finntroll z 1998, nagrane w składzie Jan "Katla" Jämsen i Teemu "Somnium" Raimoranta  (z automatem perkusyjnym).

## Lista utworów
Na podstawie materiału źródłowego:
| Nr | Tytuł utworu             | Tłumaczenie    | Długość |
| -- | ------------------------ | -------------- | ------- |
| 1. | „Haterop” (Intro)        |                | 3:18    |
| 2. | „Rivfeder”               |                | 4:08    |
| 3. | „Vätteanda”              | Gobliński Duch | 4:34    |
| 4. | „Den Svarta Älgens Blod” |                | 2:34    |
| 5. | „Midnattens Widunder”    | Potwory Nocy   | 4:38    |
| 6. | „Stigen” (Outro)         |                | 1:39    |
|    |                          |                | 20:51   |